# Bringsel
Ein Bringsel ist ein Gegenstand, mit dem ein besonders ausgebildeter Hund seinem Hundeführer mitteilt, dass er etwas gefunden hat. Der Hund trägt ihn im Fang, wenn er ihn zum Anzeigen benutzt. Es werden verschiedene Formen verwendet. Dicke Schnüre, Lederbringsel oder kleine gefüllte Juteteile sind häufig. Die Bringsel-Methode wurde vom Psychologen Oskar Pfungst erfunden und während des Ersten Weltkrieges an der Versuchs- und Dressur-Anstalt der Kriegs- und Polizeihunde erstmals angewandt.

## Bringsel bei Jagdhunden
Ein Jagdhund teilt mit dem Bringsel in der „Arbeit nach dem Schuss“ seinem Hundeführer mit, dass er das getroffene Wild gefunden hat.
Das Bringsel wird eingesetzt, wenn ein Tier nach dem Schuss in einen Bereich flüchtet, den der Jäger nicht einsehen kann. Dieser erteilt seinem Hund den Auftrag, das Tier zu suchen. Bevor der Hund zu suchen beginnt, wird das „Bringsel“ an seinem Halsband (jägersprachlich: Halsung) befestigt. Es ist ein kurzer fester Lederriemen, der gerade so lang ist, dass der Hund ihn mit den Zähnen ins Maul nehmen kann; andernfalls hängt er frei herunter oder wird hinter das Halsband gesteckt.
Der Hund ist ausgebildet, verwundetes Wild zu suchen und zu finden. Er sucht es eigenverantwortlich und stumm, also ohne es beim Finden zu verbellen („Standlaut“). Hat der Hund das Wild gefunden, so nimmt er das Bringsel zwischen die Zähne, sucht seinen Hundeführer auf und setzt sich stumm hin. Der Hundeführer geht nun auf seinen Hund zu, der sich stumm umwendet und den Jäger zum geschossenen Wild führt.
Der Hund, der seinem Hundeführer anzeigt, dass er Wild gefunden hat und ihn dorthin führen will, wird „Verweiser“ genannt. Verwendet der Hund das beschriebene Bringsel, ist er ein „Bringselverweiser“. Die Ausbildung eines Hundes dazu gilt als „Hohe Schule“ der Hundeausbildung und ist nur mit sehr lernfreudigen und lernfähigen Hunden möglich. Besonders wichtig ist zudem ein enges Verhältnis zwischen Hund und Hundeführer. Die Fähigkeit des Bringselverweisens ist nicht an bestimmte Rassen gebunden, wohl aber eignen sich Rassen mit guter Nasenleistung und angeborenem Findewillen besonders. Auch bei Nachsuchen, also bei der Schweißarbeit kann der Hund das Auffinden des Wildes unter anderem durch Bringselverweisen anzeigen.

## Weitere Einsatzgebiete
Bringsel finden in verschiedenen Bereichen Verwendung, in denen der Hund dem Hundeführer einen Fund anzeigen soll, ohne diesen zu berühren oder gar aufzuheben, beispielsweise bei Sprengstoffspürhunden, Suchtmittelspürhunden und Rettungshunden.